# 金异
金异（？—），男，中华人民共和国政治人物，曾任江西省工商业联合会会长，江西省政协副主席，第九、十届全国政协委员。